# زكية جورج
زكية جورج ( 1879_ 1966) مغنية عراقية من مواليد حلب. 

## عن حياتها
إسمها الحقيقي فاطمة ولدت في مدينة حلب عام 1879 ، وجائت إلى بغداد عام 1920 للعمل في مقاهي الطرب التي كانت منتشرة ذلك الوقت كراقصة مع شقيقتها «علية» . لكنها سرعان ما جذبت الأنظار إلى صوتها الدافئ ساعدها في ذلك اتجاه الشعراء والملحنون إليه والاهتمام بموهبتها . ومن هؤلاء أكرم أحمد وكمال نصرت الذي ذاب بها حبا وخلّدها في ديوانه الشعري الذي طُبع بعد موته. وفيه الكثير من القصائد التي يتغنّى فيها بحب زكية جورج. ، وتعد زكية جورج أول مطربة غنت في إذاعة بغداد بعد تأسيسها عام 1936 وتميزت بأغانيها البغدادية الشجية.

## من أغانيها الشهيرة
- طير لتوكر أنصحك طير
- قلبي خلص والروح ملت من الوعود
- اتا من أكول إلاه
- من الولف آه
- البير
- ياهلي
- تأذيني

وغيرها من الأغاني التي لا تزال تغنّى حتى وقتنا الحاضر والتي كان لها صدى واسع الانتشار.
في عام 1955 غادرت زكية جورج العراق إلى مسقط رأسها حلب وتركت الغناء وظلت تعمل في حياكة الملابس حتى توفاها الأجل عام 1966.